# Ivan Pintar (prevajalec)
Ivan Pintar, slovenski novinar in prevajalec, * 1. avgust 1854, Malenski Vrh, † 7. julij 1897, Ljubljana.
V matični knjigi župnije Poljane nad Škofjo Loko je vpisan kot Janez Pintar. Rodil se je očetu kmetu Janezu st. in materi Mici (roj. Likar).
Pintar je po enorazrednici v Poljanah obiskoval ostale razrede ljudske šole v Škofji Loki. Leta 1868 se je vpisal na nižjo gimnazijo v Kranju, iz katere je v 3. razredu 1871 izstopil ter se podal v strojno šolo v Mittweidi na Saksonsko, ki je pa zaradi pomanjkanja sredstev ni dokončal. Nato se je doma kot samouk marljivo izobraževal, dokler ga ni Jurčič pridobil za delo pri časopisu Slovenski narod, pri katerem je deloval do smrti razen s presledkom med 1892–1894. Bil je urednik Rodoljuba in Novic ter dopisnik Domovine in Soče. Mnogo je prevajal, zlasti iz ruščine. Med drugim je prevedel od: Puškina Strel, Bojarska hči kot kmetsko dekle, Dubrovski (vse 1883); Lermontova Junak našega časa (1883) Turgenjeva povesti Asja, Klara Milič, Prva ljubezen, Nesrečnica (vse 1883); L. N. Tolstoja Rodbinska sreča (1884), Kavkaški ujetnik (1890), Sevastopolske povesti (1892); A. Tolstoja Srebrni knez (1884) in druge. Prevedel pa je tudi nekaj del iz nemščine in danščine.